# Moritasgos
Moritasgos est un roi du peuple celte des Sénons, peuple installé dans le centre de la Gaule (approximativement l’actuel département de l’Yonne).

## Famille
Ses ancêtres ont été roi des Sénons. Il à un frère, Cavarinos, qui lui succède comme roi des Sénons.

## Biographie
En -58/-57, Jules César l'a détrôner de la tête de Sénons, et remplacer par son frère Cavarinos.
« César, après avoir fait venir près de lui les principaux de chaque cité, effraya les uns en leur déclarant qu'il était instruit de leurs desseins, fit aux autres des exhortations, et contint dans le devoir une grande partie de la Gaule. Cependant les Sénons, un des peuples gaulois les plus puissants et qui jouit parmi les autres d’une grande autorité, voulurent mettre à mort, par décision du sénat [Constans : de leur assemblée], Cavarinos, que César leur avait donné pour roi, dont le frère Moritasgos régnait quand César arriva en Gaule, et dont les ancêtres avaient été rois ; comme il s’était douté de leurs intentions et avait pris la fuite, ils le poursuivirent jusqu’à la frontière, le détrônèrent et le bannirent ; puis ils envoyèrent des députés à César pour justifier leur conduite, et comme celui-ci avait ordonné que tout le sénat vînt le trouver, ils n’obéirent point. Les Barbares étaient si fiers d'avoir trouvé parmi eux un peuple qui eût osé le premier faire la guerre aux Romains, et cela avait produit un tel changement dans l'opinion générale, qu'à l'exception des Héduens et des Rèmes, que César considéra toujours singulièrement, les uns pour leur ancienne et constante fidélité au peuple romain, les autres pour leurs services récents dans cette guerre, il n'y eut presque pas une cité qui ne nous fût suspecte. »
— Jules César, Commentaires sur la Guerre des Gaules, Livre V, 54.

## Sources et bibliographie
- Venceslas Kruta, Les Celtes, Histoire et Dictionnaire, page 741, Éditions Robert Laffont, coll. « Bouquins », Paris, 2000,  (ISBN 2-7028-6261-6)
- John Haywood (intr. Barry Cunliffe, trad. Colette Stévanovitch), Atlas historique des Celtes, éditions Autrement, Paris, 2002,  (ISBN 2-7467-0187-1)
- Albert Grenier, Les Gaulois, Petite bibliothèque Payot, Paris, 1970,  (ISBN 2-228-88838-9)
- Danièle et Yves Roman, Histoire de la Gaule, Librairie Arthème Fayard, Paris, 1997,  (ISBN 2-7028-1646-0)
- Consulter aussi la bibliographie sur les Celtes.

## Wikisource
- Jules César , Commentaires sur la guerre des Gaules, Livre V